# Carl Timoleon von Neff
Carl Timoleon von Neff (in russo Тимофей Андреевич Нефф?, Timofej Andreevič Neff; Püssi, 14 ottobre 1804 – San Pietroburgo, 5 gennaio 1877) è stato un pittore estone.

## Biografia
Carl Timoleon von Neff è nato a Pussi nel 1804 che era parte del Impero russo da una famiglia di origine tedesca. Ha iniziato a studiare arte in Estonia sotto la guida di Karl von Kügelgen e continuato presso l'Accademia di Belle Arti di Dresda, dove si è laureò nel 1825. Dopo la laurea, ha viaggiato e diviso il suo tempo tra il suo paese natale, l'Estonia, l'Italia e San Pietroburgo, capitale imperiale . Qui ricevette l'incarico di dipingere il ritratto delle figlie dell'imperatore Nicola I.
Von Neff da questo momento divenne legato alla corte e fece carriera come artista, lavorando per le più  alte sfere della società. Ha ricevuto commissioni prestigiose sia a San Pietroburgo che all'estero. Come riconoscimento per il suo lavoro, in particolare per aver contribuito all'abbellimento artistico di numerose chiese, è stato generosamente premiato con diverse forme di riconoscimento ufficiale. Inoltre, è diventato uno dei più stretti consiglieri dell'Imperatore nelle questioni relative all'arte.
Nel 1846, è stato nominato membro onorario dell'Accademia di Firenze. In seguito ai numerosi successi ha costruito una villa in stile italiano a Muuga in Estonia.

## Opere
In qualità di artista di corte, von Neff è stato apprezzato come ritrattista e pittore di soggetti tipicamente accademici  - allora diffusi e popolari. In particolare scelse come soggetti odalische, bagnanti seminude e ninfe.
Ha contribuito alla decorazione artistica della Cattedrale di Sant' Isacco, San Pietroburgo, della Cattedrale di Cristo Salvatore di Mosca, della Cattedrale di Helsinki e in chiese al di fuori dell'impero russo - ad esempio, a Nizza a e Wiesbaden (Germania attuale). [2] Molte delle sue opere sono esposte nel Museo d'Arte Estone.

## Galleria d'immagini

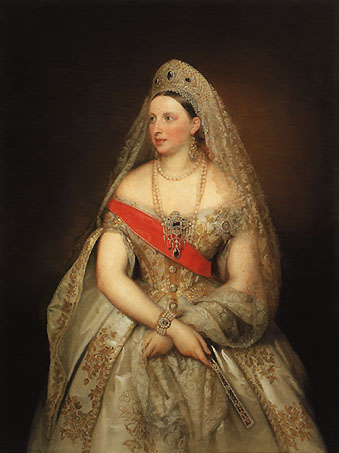
Ritratto della Granduchessa Alessandra Petrovna di Russia
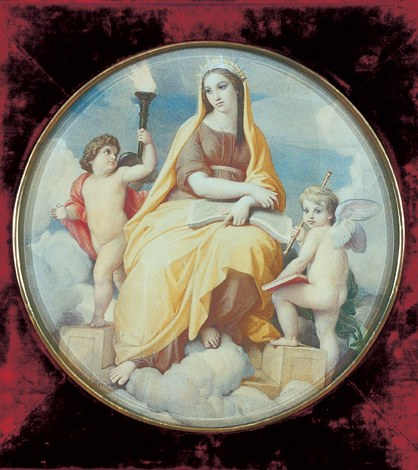
Figura Allegorica, 1841
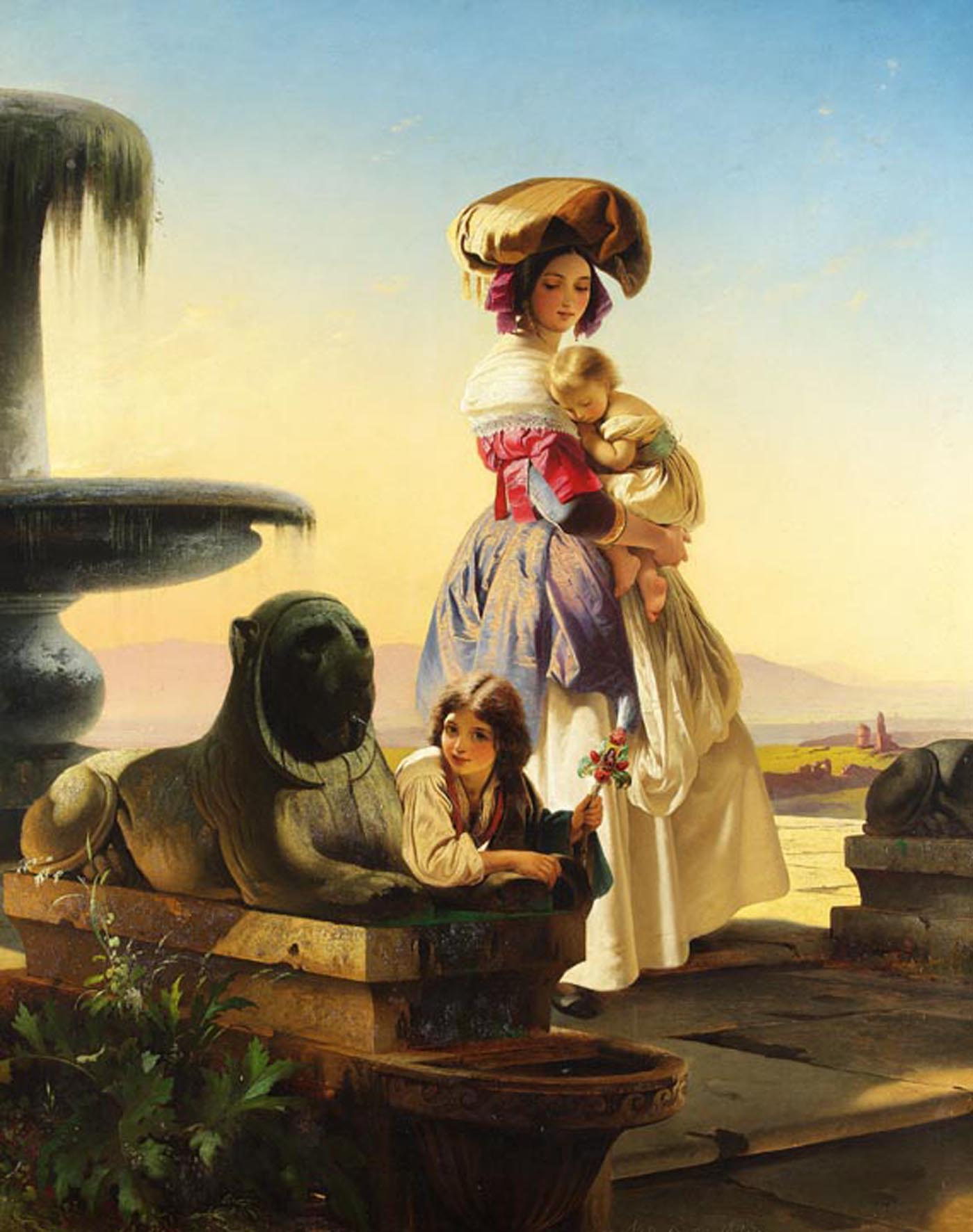
Giovane madre, 1843
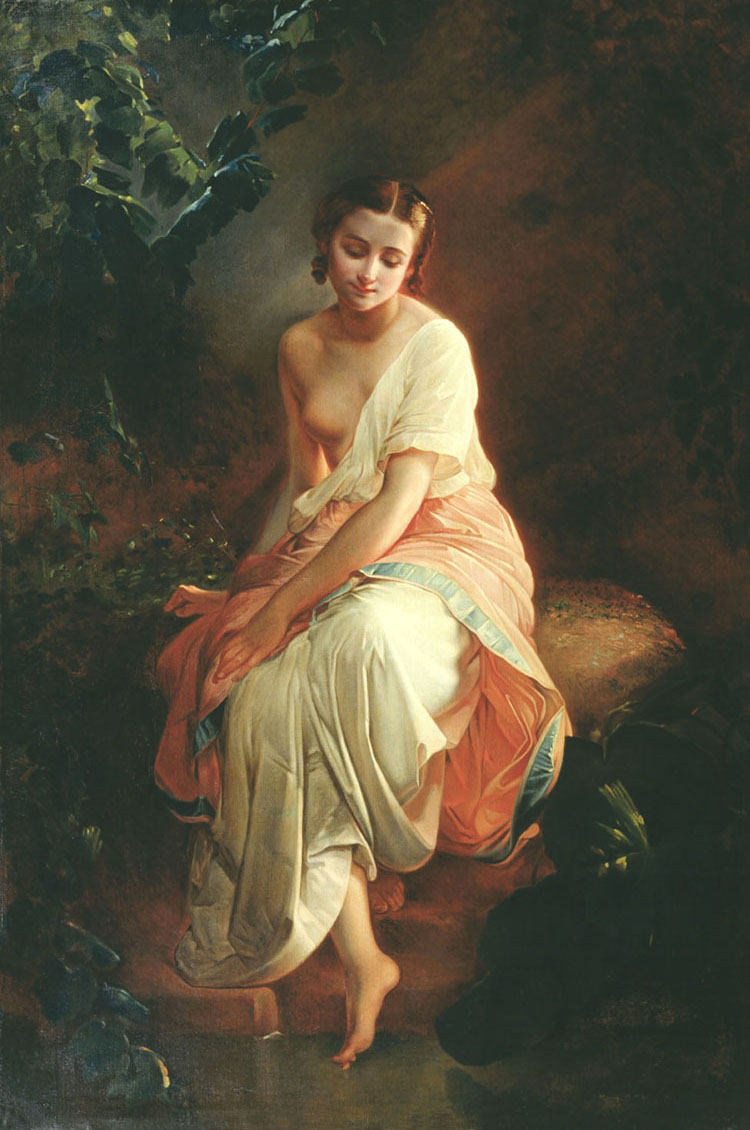
La Bagnante
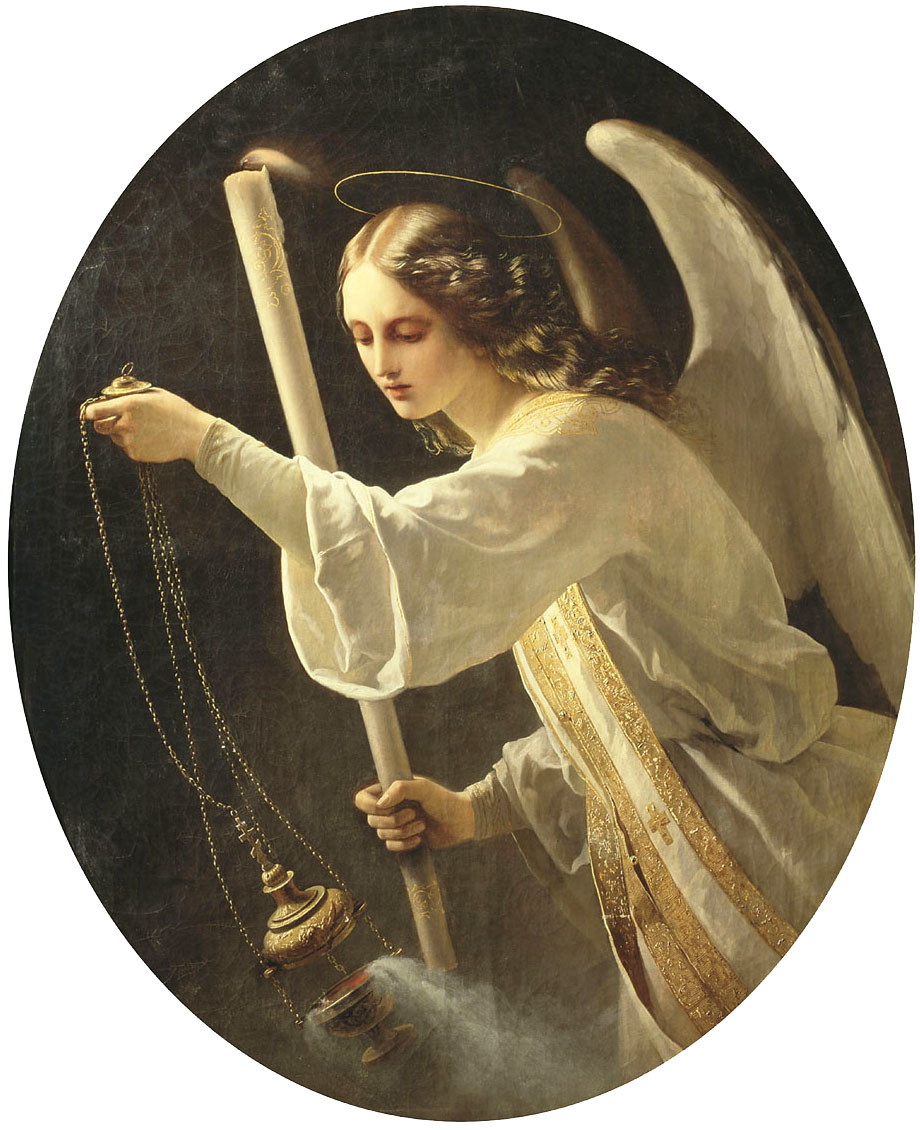
L'Angelo